# Карл-Горст Горн
Карл-Горст Горн (нім. Karl-Horst Horn; 16 грудня 1916, Нойзальц — 3 вересня 1942, Біскайська затока) — німецький офіцер-підводник, капітан-лейтенант крігсмаріне.

## Біографія
5 квітня 1935 року вступив на флот. В квітні-грудні 1940 року пройшов курс підводника. З 25 січня по серпень 1941 року — 1-й вахтовий офіцер на підводному човні U-201. В жовтні-листопаді пройшов курс командира човна. З 30 грудня 1941 року — командир U-705. 1 серпня 1942 року вийшов у свій перший і останній похід. 15 серпня потопив американський торговий пароплав Balladier водотоннажністю 3279 тонн, який перевозив 4000 тонн генеральних вантажів (переважно пиломатеріали і сталеві труби); 14 з 45 членів екіпажу загинули. 3 вересня U-705 був потоплений в Північній Атлантиці північно-західніше мису Ортегаль (46°42′ пн. ш. 11°07′ зх. д.) глибинними бомбами британського бомбардувальника «Вітлі». Всі 45 членів екіпажу загинули.

## Звання
- Кандидат в офіцери (5 квітня 1935)
- Морський кадет (25 вересня 1935)
- Фенріх-цур-зее (1 липня 1936)
- Оберфенріх-цур-зее (1 січня 1938)
- Лейтенант-цур-зее (1 квітня 1938)
- Оберлейтенант-цур-зее (1 жовтня 1939)
- Капітан-лейтенант (1 червня 1942)

## Нагороди
- Медаль «За вислугу років у Вермахті» 4-го класу (4 роки)
- Залізний хрест 2-го і 1-го класу
- Нагрудний знак підводника